# اوانز (دهانه)
اوانز یک دهانه برخوردی در ماه‌ است.

## دهانه‌های اقماری
این دهانه ۱ دهانه اقماری دارد.
| Evans | عرض جغرافیایی | طول جغرافیایی | قطر           |
| ----- | ------------- | ------------- | ------------- |
| Q     | ۱۱.۲° S       | ۱۳۶.۴° W      | ۱۳۷.۰ کیلومتر |